# 田鍋友時
田鍋友時（日语：／ Tanabe Tomoji，1895年9月18日—2009年6月19日），日本长寿男性，曾為日本最年長男子。

## 生平
出生於宮崎縣都城市。曾在市政府作為土木技師，退休之後經營農業。育有8名子女、25個孫子，據說有50個曾孫。喜爱饮用牛奶。
據說自己的長壽秘訣，是不喝酒（燒酒）。
2009年6月19日，因為心臟衰竭在家中逝世，終年113歲274天。是当时经过验证的第八年長男子，只和美國超級人瑞約翰遜·帕克斯（1884年—1998年）差一天，其為第七位。
田鍋逝世後，113歲的英國老兵亨利·阿林罕成為世界最年長男子，但他一個月後就逝世。